# Nursia lar
Nursia lar is een krabbensoort uit de familie van de Leucosiidae. De wetenschappelijke naam van de soort werd in 1793 voor het eerst geldig gepubliceerd door Johann Christian Fabricius.